# Theope foliolum
Espèce
Theope foliolum est une espèce d'insectes lépidoptères appartenant à la famille  des Riodinidae et au genre Theope.

## Taxonomie
Theope foliolum a été nommé par Christian Brévignon en 2011.

## Description
Theope foliolum est un papillon au dessus de couleur bleu violacé avec aux ailes postérieure une ligne submarginale de points marron.
Le revers est blanc grisé, avec aux ailes postérieure une ligne submarginale de points noirs.

## Biologie
Il a été observé d'octobre à mars.

## Écologie et distribution
Theope foliolum n'est présent qu'en Guyane.

### Biotope
Il réside dans les zones côtières et sub-côtières de la Guyane.

### Protection
Pas de statut de protection particulier.